# شاهسون‌کندی علیا
شاهسون‌کندی علیا یک منطقهٔ مسکونی در ایران است که در دهستان شاهسون‌کندی واقع شده‌است.